# Ribeira da Garça
La Ribeira da Garça est un cours d'eau du Cap-Vert qui arrose le nord de Santo Antão, l'une des îles de Barlavento.

## Géographie
Elle prend sa source sur le versant nord du plateau oriental de l'île, au nord-est de Pico Moroços et s'écoule vers le nord à travers les localités de Garça de Cima et Chã de Igreja, dans la partie occidentale de la municipalité de Ribeira Grande. Le cours se jette dans l'océan Atlantique près de Chã de Igreja.
La vallée du ruisseau est extrêmement encaissée et se distingue des ruisseaux situés plus à l'est (Ribeiras Grande, Torre ou Paul) par l'existence d'un véritable canyon aux parois subverticales sur les 7 derniers kilomètres. Le canyon a été formé par le piégeage récent d'un remplissage alluvial, et peut atteindre des profondeurs de plusieurs dizaines de mètres.
Les terrasses alluviales (appelées fajãs ou chãs) et les pentes en terrasses sont utilisées pour l'agriculture grâce à un système d'irrigation par levadas. On y cultive la canne à sucre, la banane, le manioc, l'igname, etc.
La vallée est entièrement praticable grâce à un réseau de sentiers et de petites routes.

## Barrage de Canto de Cagarra
En 2014, le barrage de Canto de Cagarra (Barragem de Canto de Cagarra) a été construit sur la rivière, à 2,3 km au sud de Chã de Igreja. Il est situé dans la crique centrale, inauguré le 16 novembre 2014 et est le seul barrage de l'île et des îles de Barlavento. Le 1er septembre 2015, les pluies de l'ouragan Fred ont provoqué le débordement du barrage. En raison de l'envasement et des problèmes d'approvisionnement en eau, d'électricité et de l'absence d'un réseau d'irrigation, aggravés par les dégâts causés par les inondations en 2016, le réservoir n'a pas apporté les bénéfices escomptés. Des réparations ont été annoncées en mars 2018.

## Villages
Les villages suivants sont situés dans le bassin hydrographique de la Ribeira da Garça :
- Chã de Igreja
- Horta da Garça
- Manta Velha
- Fundo

## Galerie d'images

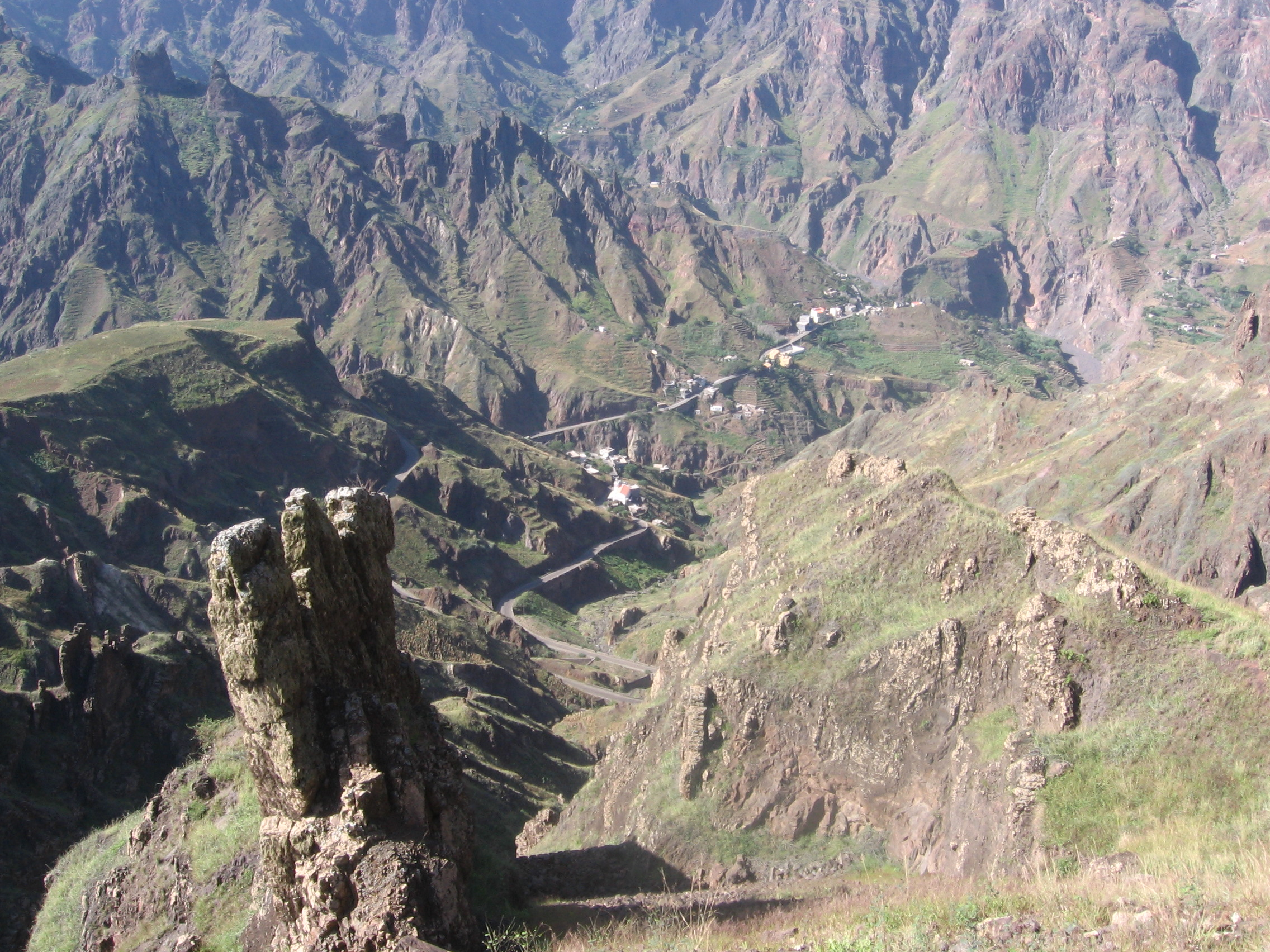
Vue des sources de la vallée de Ribeira da Garça depuis un point de vue situé aux sources de Ribeira Grande.

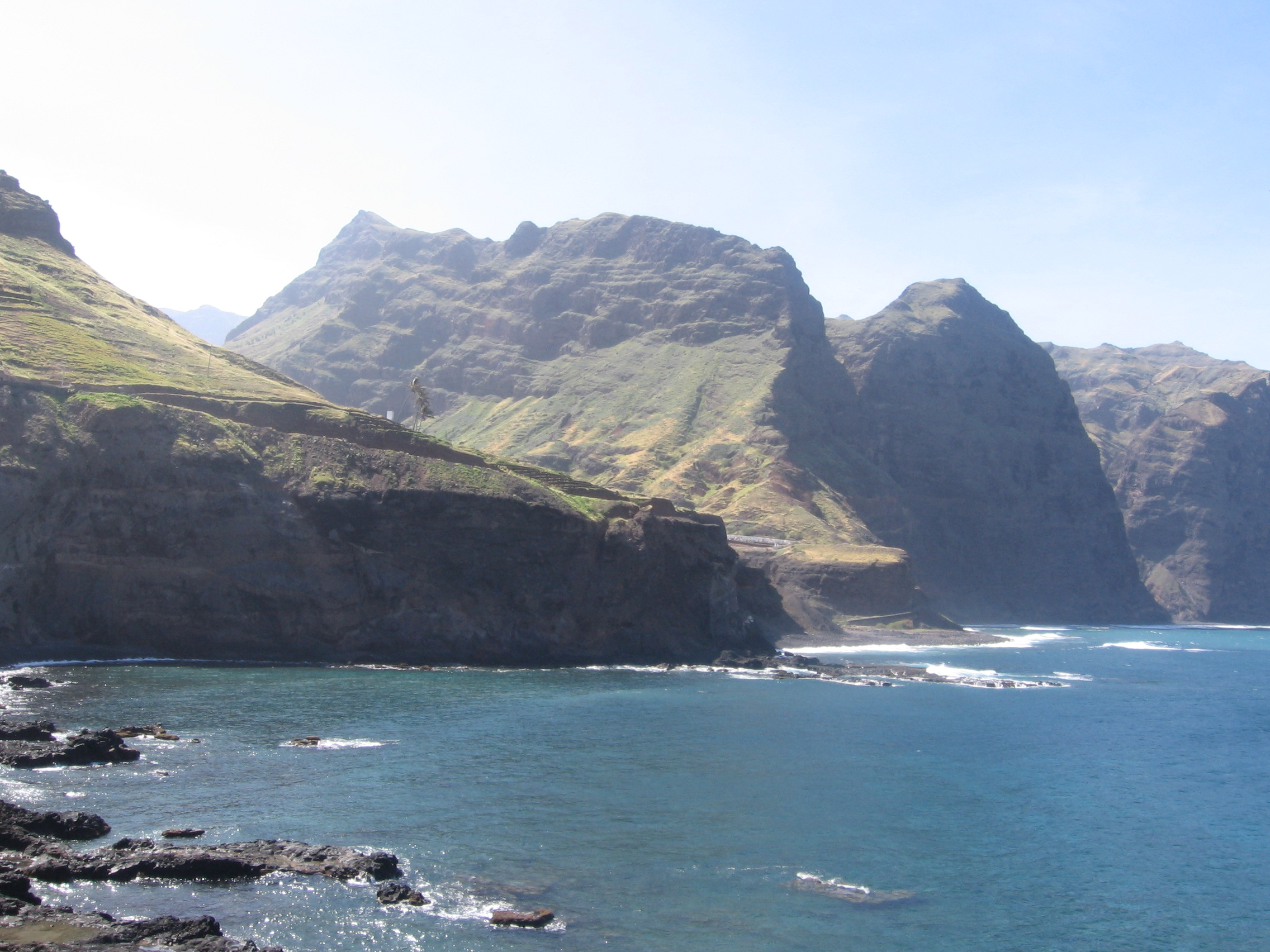
Embouchure de la Ribeira da Garça. On distingue la terrasse alluviale, à 40 mètres au-dessus du niveau de la mer.